# Immunglobulin A

Schematisk bild av dimerisk immunoglobulin A: tung kedja (blå), lätt kedja (röd), J-kedja (magenta), sekretorisk komponent (gul).

Immunglobulin A (IgA) är en antikropp och ingår i det adaptiva immunförsvaret. Antikroppar (immunoglobuliner) bildas av B-lymfocyter, en sorts vit blodcell. IgA finns framför allt i slemhinnor i mag-tarmkanalen och luftvägarna, samt i utsöndrade vätskor såsom tårar, saliv och bröstmjölk. IgA utsöndras som monomerer men bildar främst dimerer, men också polymerer, i vävnader genom att monomerer kopplas ihop av en polypeptid som kallas J-kedjan. IgA har två subklasser som skiljer sig i den tunga kedjan: IgA1 och IgA2. IgA1 och IgA2 har liknande funktion och egenskaper. IgA har en halveringstid i blodserum på 6 dagar. Dess funktion är främst involverad i immunförsvaret i kroppens slemhinnor.